# Копаювка
Копаювка (устар. Копаевка; бел. Капаеўка) — река на Украине и в Белоруссии, правый приток Западного Буга. Протекает в Волынской и Брестской областях.
Длина реки — 39 км. Площадь водосбора 264 км². Среднегодовой расход воды в устье 0,9 м³/с. Средний наклон водной поверхности 0,5 ‰.
Река берёт начало на территории Украины близ границы с Белоруссией. Копаювка вытекает из северо-восточной части озера Луки около деревни Затишье. Течёт на северо-запад, у села Хрипск перетекает в Белоруссию. Русло на территории Украины полностью канализировано, в Белоруссии два канализированных участка: 13 км от границы с Украиной до деревни Рудня и 2 км вниз по течению от моста на дороге Домачево — Леплёвка. В среднем и нижнем течении ширина русла в межень 1 — 3 м. Берега очень низкие, сливаются с поймой, в среднем и нижнем течении более обрывистые, высотой до 0,5 м. Наивысший уровень половодья в конце марта, наибольшая высота над меженным уровнем 1,5 м.
Именованных притоков не имеет. На реке стоят сёла и деревни Пища, Хрипск (Украина); Дубок, Черск, Рудня, Леплевка (Белоруссия). Впадает в Западный Буг, который в этом месте образует границу с Польшей в 3 км к северо-западу от Леплевки.